# Ngentrong (Campur Darat)
Ngentrong is een bestuurslaag in het regentschap Tulungagung van de provincie Oost-Java, Indonesië. Ngentrong telt 6273 inwoners (volkstelling 2010).